# 1515 w polityce

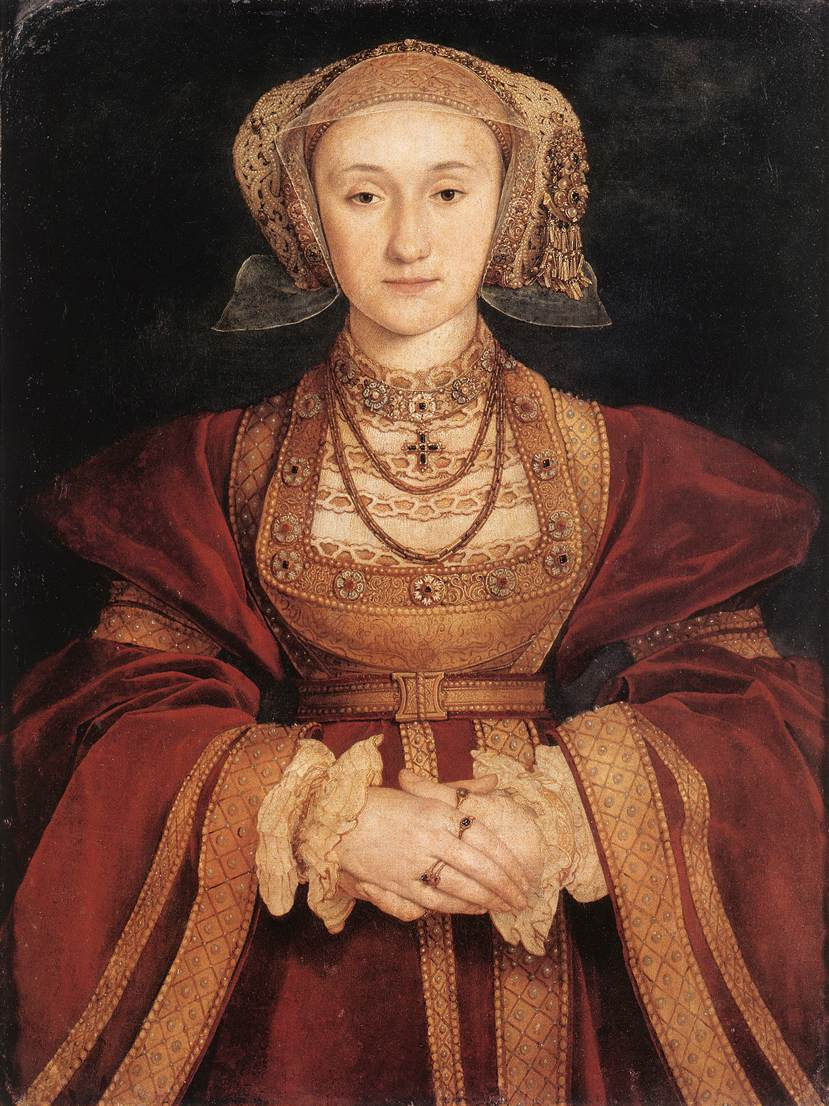
Hans Holbein Młodszy, Portret Anny z Kleve

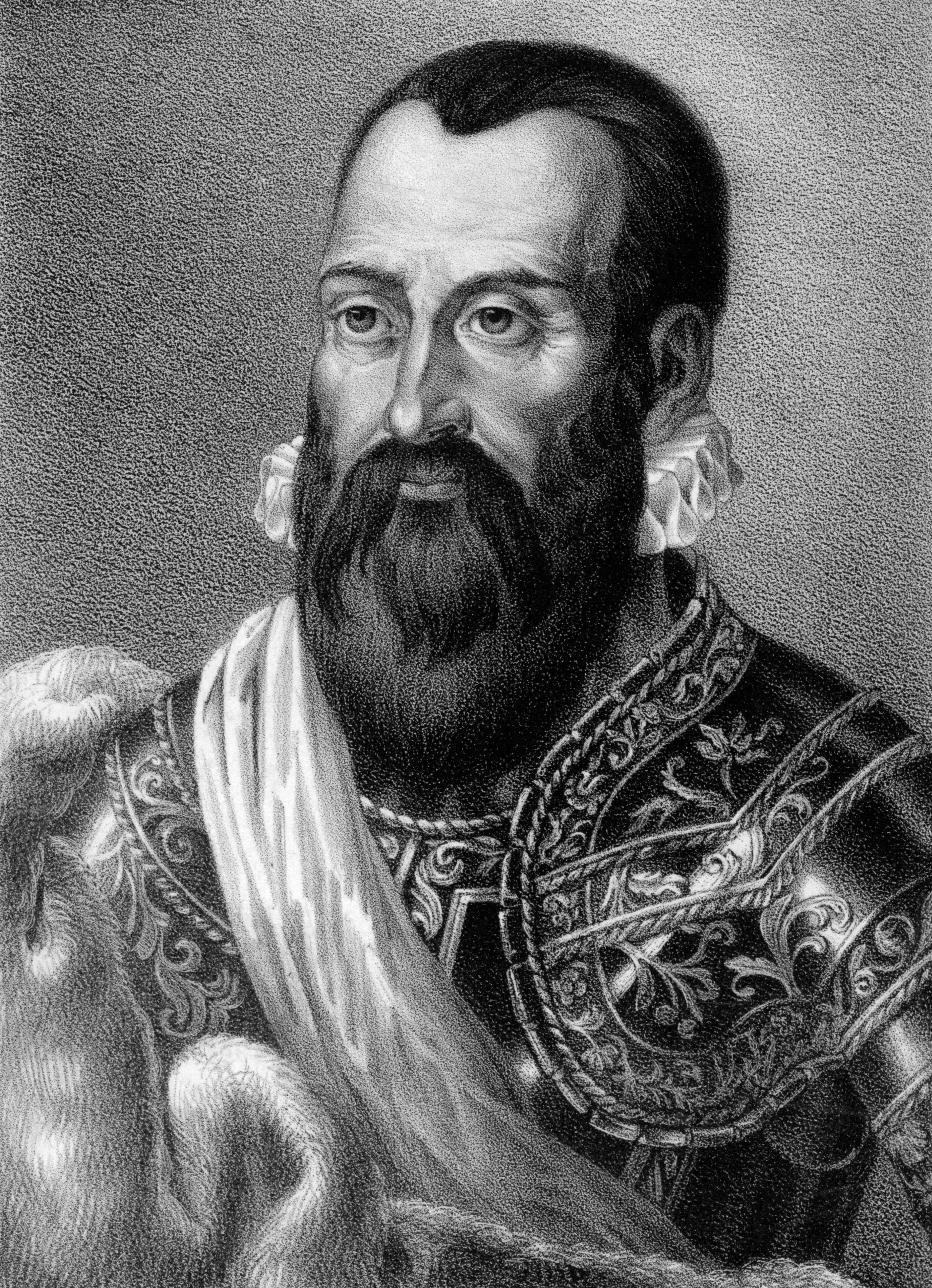
Mikołaj Radziwiłł Czarny

Wydarzenia polityczne w 1515 roku.

## Wydarzenia
- 12 lutego-5 marca w Krakowie obradował sejm walny[1].
- Franciszek I Walezjusz, syn Karola d'Angoulême, wstępuje na tron Francji[2].

## Urodzili się
- 4 lutego Mikołaj Radziwiłł Czarny, litewski książę[3].
- 22 września Anna z Kleve, żona Henryka VIII Tudora[4].

## Zmarli
- 1 stycznia Ludwik XII, król Francji.
- 15 kwietnia Mikołaj Kamieniecki, hetman wielki koronny[5].
- 16 grudnia Afonso de Albuquerque, portugalski żeglarz i zdobywca[6][7].